# Cyclodomorphus gerrardii
Espèce
Synonymes
- Hinulia gerrardii Gray, 1845
- Hinulia picta Macleay, 1885
- Tiliqua longicauda De Vis, 1888
- Hemisphaeriodon gerrardii (Gray, 1845)

Cyclodomorphus gerrardii est une espèce de sauriens de la famille des Scincidae. Appelé communément Scinque à langue rose (en opposition aux Tiliqua, genre dont l'espèce a autrefois fait partie) ou scinque mangeur d'escargot. Ce scinque est semi-arboricole, occupant les zones boisées de l'est et sud-est australien. Il est paisible, peu agressif quand il est adulte. 

## Répartition
Cette espèce est endémique d'Australie. Elle se rencontre au Queensland et en Nouvelle-Galles du Sud.

## Biologie
L'espèce à une queue semi-préhensile, des doigts longs avec des griffes développées permettant le mode de vie arboricole. La robe des juvénile est bronze marbrée de marron foncé, évoluant vers l'argent ou le bronze légèrement marqué à fortement tacheté une fois adulte. À la naissance la langue est noire, et évolue vers le violet puis le rose, tout comme la couleur des muqueuses buccale. Le dimorphisme mâle/femelle est peu marqué, mais les spécimens mâles adultes ont des têtes plus larges et démarqués du cou que les femelles. La taille adulte est située entre 40 et 45 cm, dont plus de la moitié pour la queue.

## Écologie
L'espèce occupe les zones boisées, aussi bien sous le substrat (humus, tapis de feuilles), que dans les bosquets ou arbres où il observe son environnement. La chasse l'emmène à évoluer au sol, où elle choisira souvent un mode de déplacement proche de la reptation, aidée par ses pattes avant. C. gerrardii se nourrit principalement d'escargots et mollusques, ses puissantes molaires l'aidant à facilement briser les coquilles. Mais il est aussi très opportuniste, se nourrissant de cadavres, insectes, petits mammifères et quelques végétaux. Il habite aussi les lieux urbains où il devient commun, et ira volontiers se nourrir dans les gamelles de chiens et chats. En hiver, l'espèce ralentit et passe à une phase dite de brumation/hivernation, après laquelle la saison de reproduction débute.

## Reproduction
Après l'hivernation, lors de la remontée des températures, le mâle cherche activement les femelles. Si la femelle est réceptive, le mâle ira mordre les flancs ou la nuque de la femelle afin de s'accrocher, le coït durant quelques courtes minutes. Après 90 à 180 jours (selon températures et paramètres environnementaux), la femelle donne naissance à une portée de 8 à 30 jeunes, le record enregistré en captivité étant de 58. Le temps de gestation moyen en captivité se situe entre 90 et 120 jours. Les jeunes naissent repliés, dans une poche percée par la mère si le petit ne la perce pas de lui-même. Dès la naissance, le juvénile se nourrira comme les parents. Les parents n'attaquent pas les jeunes, et les observations en captivité montre qu'ils laisseront les petits manger avec eux sans conflits. Le jeune met 18 à 24 mois à devenir mature sexuellement. Les mâles se battent entre eux en approchant de la maturité, mais ceux-ci vivent très bien avec plusieurs femelles.

## Taxinomie
Le genre monotypique Hemisphaeriodon a été placé en synonymie avec Cyclodomorphus.

## Étymologie
Cette espèce est nommée en l'honneur d'Edward Gerrard (1810-1910).

## Publication originale
- Gray, 1845 : Catalogue of the specimens of lizards in the collection of the British Museum, p. 1-289 (texte intégral).
- Blue Tongue Skinks - Contributions to Tiliqua and Cyclodomorphus R. Hitz, G. Shea, A. Hauschild and K. Henle. 285 pages. 2004
- A Guide To Australian Skinks In Captivity Dr Danny Brown BVSc. 2012